# Исаково (Юрьев-Польский район)
Исаково — опустевшее село в Юрьев-Польском районе Владимирской области России, входит в состав Красносельского сельского поселения.

## География
Село расположено на берегу речки Кисть в 24 км на северо-запад от райцентра города Юрьев-Польский.

## История
В XIX — начале XX века село входило в состав Горкинской волости Юрьевского уезда, с 1925 года — в составе Юрьевской волости Юрьев-Польского уезда Иваново-Вознесенской губернии. В 1859 году в селе числилось 10 дворов, в 1905 году — 40 дворов.
С 1929 года село являлось центром Исаковского сельсовета Юрьев-Польского района, с 1940 года — в составе Горкинского сельсовета, с 2005 года — в составе Красносельского сельского поселения.

## Население
| 1859 | 1905 | 2002 | 2010 | 2021 |
| ---- | ---- | ---- | ---- | ---- |
| 86   | ↗227 | ↘0   | →0   | →0   |